# Elsbeth Steinheil
Elsbeth Steinheil (nombre de casada Franz) (Múnich, 10 de julio de 1893 - 1955) fue la primera mujer alemana en graduarse en ingeniería mecánica, obteniendo su título en 1917 en la Universidad Técnica de Múnich.

## Primeros años y educación
Steinheil nació el 10 de julio de 1893 en Múnich, hija de Emmy (de soltera von Voit) y del físico Rudolf Steinheil, la mayor de cinco hijas. Su abuelo materno fue el fisiólogo y dietista Carl von Voit, y su bisabuelo materno fue el arquitecto August von Voit.
Steinheil asistió a la Städtische Höhere Töchterschule en Múnich, y de 1909 a 1913 asistió a cursos de escuela primaria para mujeres en una escuela primaria privada en Múnich. En 1913 aprobó el Abitur (examen de educación secundaria) como estudiante externa en el Wittelsbacher Gymnasium.
Steinheil estudió posteriormente ingeniería mecánica en la Universidad Técnica de Múnich. Su padre la alentó a estudiar y sus cuatro hermanas también asistieron a la universidad. Se graduó como ingeniera mecánica en 1917, siendo la primera mujer alemana en conseguirlo.

## Carrera
Después de graduarse, trabajó en la empresa familiar de su padre, "Optical-astronomic Anstalt CA Steinheil & Söhne", fundada por su bisabuelo paterno Karl August von Steinheil. En 1918 se casó con Ludwig Franz, un ingeniero graduado que era ingeniero jefe en la empresa de su padre. En 1918, en su discurso de boda, Rudolf Steinheil dijo: "Si hoy en día alguien no tiene hijo sino una hija y una profesión en la que necesita ayuda y un sucesor, entonces simplemente deja que su hija aprenda las cosas necesarias y todo está ganado". Elsbeth dejó de trabajar en la empresa solo un año después de casarse, lo que decepcionó a su padre, quien lamentó su "recaída en tendencias atávicas".

## Vida posterior
Murió en 1955.

## Conmemoración
La Universidad Técnica Hamburgo (TUHH) dedicó una sala a Steinheil en 2022, junto con las de Elisabeth von Knobelsdorff, la primera mujer en Alemania en obtener un título de una universidad técnica, graduándose en arquitectura en 1911, y Verena Wein-Wilke, quien fue la primera mujer en graduarse de la TUHH, también en arquitectura.